# Aizuwakamatsu

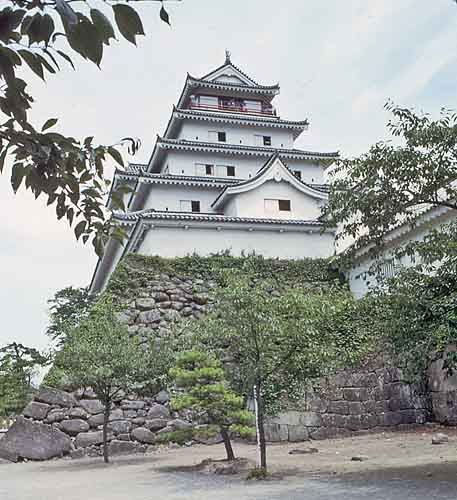
El castell Aizuwakamatsu.

Aizuwakamatsu és una ciutat japonesa localitzada a la Prefectura de Fukushima, Japó.
El 2003, aquesta ciutat tenia una població estimada de 116.906 habitants i una densitat de 370,94 habitants per km². L'àrea total de la ciutat és de 315,16 km². A la ciutat es troba la Universitat d'Aizu, i el Castell Aizuwakamatsu.
La ciutat va ser fundada l'1 d'abril de 1899.